# Tuchola (stacja kolejowa)
Tuchola – stacja kolejowa w Tucholi, w województwie kujawsko-pomorskim, w Polsce. Połączenia osobowe obsługuje spółka Arriva RP.

## Ruch pasażerski
| Rok  | Wymiana pasażerska na dobę |
| ---- | -------------------------- |
| 2017 | 500-699                    |
| 2022 | 500-699                    |

Pierwotny dworzec funkcjonował w rejonie ul. Stary Dworzec. Obecny powstał ok. 1914 w związku z budową linii kolejowej do Pruszcza Bagienicy. Budynek dworcowy jest otwarty i pełni w części swoje pierwotne, kolejowe funkcje, choć kasę biletową zastąpił biletomat. Od 2010 budynek dworcowy jest własnością miasta.
W 2020 zakończył się I etap rewitalizacji dworca. Wyremontowano poczekalnię, a obok dworca utworzono zintegrowany węzeł przesiadkowy, przebudowano perony autobusowe i plac manewrowy dworca autobusowego. 15 lipca 2022 odrestaurowany dworzec oddano oficjalnie do użytku. Obok niego postawiono 80-letni odrestaurowany semafor, podarowany przez tucholanina Czesława Pawłowskiego. Na stworzenie koncepcji modernizacji budynku samorząd województwa pozyskał środki z międzynarodowego projektu Inter-Regio-Rail, a przeprowadzenie prac budowlanych było możliwe dzięki dotacji z Regionalnego Programu Operacyjnego na lata 2014-2020 na ponad 2,8 mln zł.
Przez stację kursują pociągi do Bydgoszczy i Chojnic. We wcześniejszych latach funkcjonowały połączenia do Lipowej Tucholskiej, Czerska, Laskowic Pomorskich, Jabłonowa Pomorskiego, Grudziądza, Brodnicy i Działdowa. W 1990 przejeżdżał tędy międzynarodowy pociąg pospieszny Olsztyn - Berlin, a w 2009 Lublin - Kołobrzeg. Do 1993 r. kursowały również pociągi osobowe do Koronowa.

## Połączenia bezpośrednie
Stan na 1 stycznia 2023 r.
- Bydgoszcz Główna
- Chojnice
- Czersk
- Szlachta